# ويليام جي غرين
ويليام جي غرين (بالإنجليزية: William G. Greene)‏ (و. 1812 – 1894 م) هو سياسي من الولايات المتحدة الأمريكية. كان عضوًا في الحزب الديمقراطي الأمريكي.
توفي عن عمر يناهز 82 عاماً.

## التعليم
تعلم في كلية إلينوي ‏.